# بریتینز گات تلنت
بریتینز گات تلنت (که گاهی به اختصار بی جی تی نامیده می‌شود) (به انگلیسی: Britain's Got Talent) یک برنامه تلویزیونی انگلیسی مسابقه استعداد یابی که در ژوئن ۲۰۰۷ شروع شد و از سری امریکاز گات تلنت منشاء می‌گیرد.